# Ballmoos
Ballmoos – miejscowość w gminie Jegenstorf w Szwajcarii, w regionie administracyjnym Bern-Mittelland, w okręgu Bern-Mittelland. Do 31 grudnia 2009 samodzielna gmina w okręgu Fraubrunnen.